# 蓝枕八色鸫
蓝枕八色鸫（学名：Hydrornis nipalensis），是八色鸫科蓝八色鸫属的一种，分布于不丹、孟加拉国、老挝、中国大陆、越南、印度、缅甸和尼泊尔。该物种的保护状况被评为无危。
蓝枕八色鸫的平均体重约为121.0克。栖息地包括亚热带或热带的沼泽林、亚热带或热带的湿润低地林、亚热带或热带严重退化的前森林和亚热带或热带的湿润山地林，多见于海拔700米以下的热带雨林中以及在林下地面活动。该物种的模式产地在尼泊尔。

## 亚种
- 蓝枕八色鸫越北亚种（学名：Hydrornis nipalensis nipalensis）。分布于老挝、越南、缅甸以及中国大陆的云南、广西等地。该物种的模式产地在越南北部。[4]